# Addicted (Devin Townsend Project)
Addicted è il secondo album in studio del gruppo musicale canadese Devin Townsend Project, pubblicato il 13 novembre 2009 dalla Inside Out Music.

## Descrizione
Questo lavoro fa parte di un gruppo di 4 album: Ki, Addicted, Deconstruction e Ghost. Devin Townsend ha deciso di creare questa serie durante la fase post-scioglimento degli Strapping Young Lad, periodo in cui si distaccò dal mondo della musica per ritrovare la sua identità. Durante questa fase Townsend ha scritto più di 60 canzoni, a detta sua «raggruppabili in quattro stili diversi», da cui sono nati altrettanti lavori dalle identità diverse, ognuno dei quali rappresenta i vari aspetti musicali di Townsend.
Questo album rappresenta il lato heavy metal più melodico e accessibile del gruppo. In esso è inoltre presente una nuova versione di Hyperdrive, traccia presente nell'album Ziltoid the Omniscient, con alla voce Anneke van Giersbergen.
La copertina è stata curata da Travis Smith, che in precedenza aveva già curato con Townsend per quelle di Terria e Accelerated Evolution. L'album è stato dedicato alla memoria del padre Stanley Douglas, scomparso nello stesso anno.

## Promozione
L'album è stato pubblicato il 17 novembre 2009 sul sito dell'etichetta indipendente di Townsend, la HevyDevy Records. I preordini iniziarono il 9 ottobre 2009 con l'edizione speciale tramite il sito della Century Media Records.
L'edizione fisica è stata pubblicata il 13 novembre 2009 in Germania, il 16 novembre nel resto d'Europa e il 17 novembre in Nord America tramite la Inside Out Music. Il 16 dicembre 2009 è stato pubblicato in Giappone tramite Marquee/Avalon.

## Tracce
Testi e musiche di Devin Townsend, eccetto dove indicato.
1. Addicted! – 5:36
2. Universe in a Ball! – 4:08
3. Bend It Like Bender! – 3:36
4. Supercrush! – 5:11
5. Hyperdrive! – 3:34
6. Resolve! – 3:11
7. Ih-Ah! – 3:44
8. The Way Home! – 3:13 (musica: Brian Waddell, Devin Townsend)
9. Numbered! – 4:54
10. Awake!! – 9:44

## Formazione
Gruppo
- Devin Townsend – voce, chitarra, elettronica, voce gang
- Anneke van Giersbergen – voce
- Ryan Van Poederooyen – batteria, voce gang
- Brian Waddell – basso, voce gang
- Mark Cimino – chitarra, voce gang

Altri musicisti
- Dave Young – tastiera aggiuntiva
- Susanne Richter – voce aggiuntiva (traccia 7)
- Rob Cunningham – voce gang
- Hugh Gilmartin – voce gang
- John Rafferty – voce gang
- Brian Johnson – voce gang
- Steve Lobmeier – voce gang

Produzione
- Devin Townsend – produzione, ingegneria del suono, missaggio
- Sheldon Zahrako – ingegneria parti vocali aggiuntive presso gli Strait Sound Studios
- Devin Richardson – assistenza tecnica agli Strait Sound Studios
- Ray Fulber – assistenza tecnica agli Strait Sound Studios
- Brennan Chambers – assistenza tecnica agli Strait Sound Studios
- Dave Young – montaggio parti di batteria
- Troy Glessner – mastering, missaggio aggiuntivo

## Date di pubblicazione
| Paese             | Data di pubblicazione | Etichetta            | Formati               |
| ----------------- | --------------------- | -------------------- | --------------------- |
| Austria           | 13 novembre 2009      | Inside Out, HevyDevy | CD, download digitale |
| Germania          | 13 novembre 2009      | Inside Out, HevyDevy | CD, download digitale |
| Italia            | 13 novembre 2009      | Inside Out, HevyDevy | CD, download digitale |
| Svizzera          | 13 novembre 2009      | Inside Out, HevyDevy | CD, download digitale |
| Resto dell'Europa | 16 novembre 2009      | Inside Out, HevyDevy | CD, download digitale |
| America del Nord  | 17 novembre 2009      | Inside Out, HevyDevy | CD, download digitale |
| Spagna            | 17 novembre 2009      | Inside Out, HevyDevy | CD, download digitale |
| Finlandia         | 18 novembre 2009      | Inside Out, HevyDevy | CD, download digitale |
| Svezia            | 18 novembre 2009      | Inside Out, HevyDevy | CD, download digitale |
| Ungheria          | 18 novembre 2009      | Inside Out, HevyDevy | CD, download digitale |
| Regno Unito       | 2010                  | Back on Black        | 2 LP                  |